# Komysziwka (obwód doniecki)
Komysziwka (ukr. Комишівка) – osiedle na Ukrainie, w obwodzie donieckim, w rejonie pokrowskim, w hromadzie Nowohrodiwka. W 2001 liczyło 560 mieszkańców, głównie rosyjskojęzycznych.